# Companhia Brasileira de Cartuchos
A Companhia Brasileira de Cartuchos (CBC) é uma fábrica brasileira de munições e armas que detém praticamente o monopólio da produção de munições no Brasil. Sua composição social é do tipo economia mista, isto é, possui cotas estatais, que não são majoritárias.
Fundada em 1926 pelos imigrantes italianos Constabile e Gianicola Matarazzo no bairro do Brás, em São Paulo, com o nome de Fábrica Nacional de Cartuchos e Munição. Mudou de nome em 1936, para "Companhia Brasileira de Cartuchos", quando as empresas americana Remington Arms e a inglesa Imperial Chemical Industries, assumiram o controle acionário da companhia.
Por ser a maior fabricante nacional de armas e devido ao seu elevado volume de produção, a CBC faz com que o Brasil ocupe a posição de segundo maior exportador de munições no continente americano, atrás somente dos Estados Unidos. No ano de 2007, a empresa exportou aproximadamente US$ 320 milhões em produtos.

## História
Fundada em 1926 com o nome de Fábrica Nacional de Cartuchos e Munição, sua primeira sede foi na Rua João Teodoro, no bairro paulistano do Brás. Alguns anos depois, teria sua primeira grande encomenda no setor militar em 1932, fabricando milhares de cartuchos 7mm para apoiar as tropas paulistas na Revolução Constitucionalista de 1932.
Em 1939, sua produção de munições é praticamente exclusiva para as Forças Armadas Brasileiras, visto a crescente tensão devido a Segunda Guerra Mundial e o envolvimento do Brasil nas forças aliadas.

Em 1942, se instalou no atual local onde fica sua fábrica em Ribeirão Pires, região metropolitana de São Paulo. Na década de 60, iniciou a produção de armas de fogo monotiro como espingardas e rifles para caça e tiro esportivo com o apoio da americana Remington.

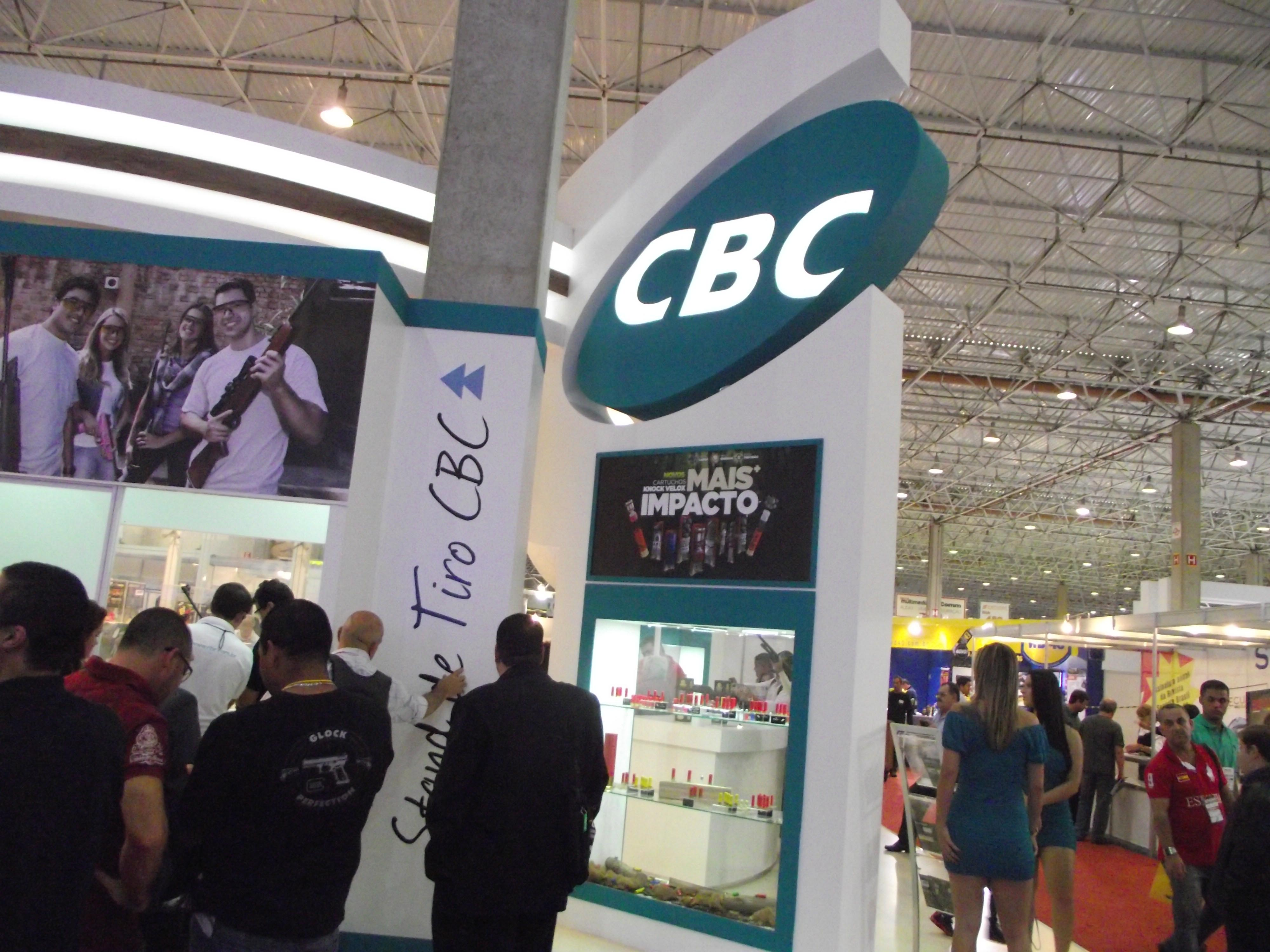
Stand da CBC na EXPOSEC 2014

Em 1979, foi nacionalizada tendo suas ações distribuídas em 70% para um grupo de empresários e diretores e 30% para a IMBEL, ligada ao Exército Brasileiro e ao Ministério da Defesa. Na década de 70, cerca de 80% de seu faturamento vinha de compras institucionais do setor militar, principalmente de munições.
Na decada de 90, inicia seu processo de internacionalização abrindo a Magtech, sua subsidiária nos Estados Unidos e em 2003, inaugurou a Magtech Europa, na Alemanha. Desde então, a Magtech se tornou a marca de exportação para produtos civis da CBC, atingindo um bom desempenho nos mercados estrangeiros, sobretudo na Europa e EUA.
Em 2000, abriu sua segunda planta para produção de armas de fogo e de pressão na cidade de Montenegro, no estado do Rio Grande do Sul, e nos respectivos anos de 2007 e 2009, adquiriu as fabricantes europeias de munição e insumos Sellier & Bellot e MEN, alem de investir na produção de munições fora do Brasil.
Em 2015, após aprovação do Conselho Administrativo de Defesa Econômica (CADE), passou a ser acionista majoritária na Taurus Armas, comprando 52.67% das suas ações.
Desde 2004, a empresa organiza em conjunto com a Taurus, o Campeonato Regional CBC/Taurus que é realizado em clubes de tiro de todo o país com as mais diversas modalidades e categorias de competição, permitindo atiradores participarem com uso de armas de fogo ou armas de pressão.

## Centro de Treinamento Tático
Desde 2002, a CBC mantém dentro do terreno de sua planta em Ribeirão Pires, o CTT-CBC (Centro de Treinamento Tático da CBC). O espaço conta com stands de tiro, construções e circuitos fechados para prática de tiro esportivo, tático, treinamentos táticos e de tiro variados, destinados a atiradores civis e as forças policiais.
Diversos departamentos de polícia estaduais, guardas civis metropolitanas e forças táticas realizam seus treinamentos no local.

## Produtos

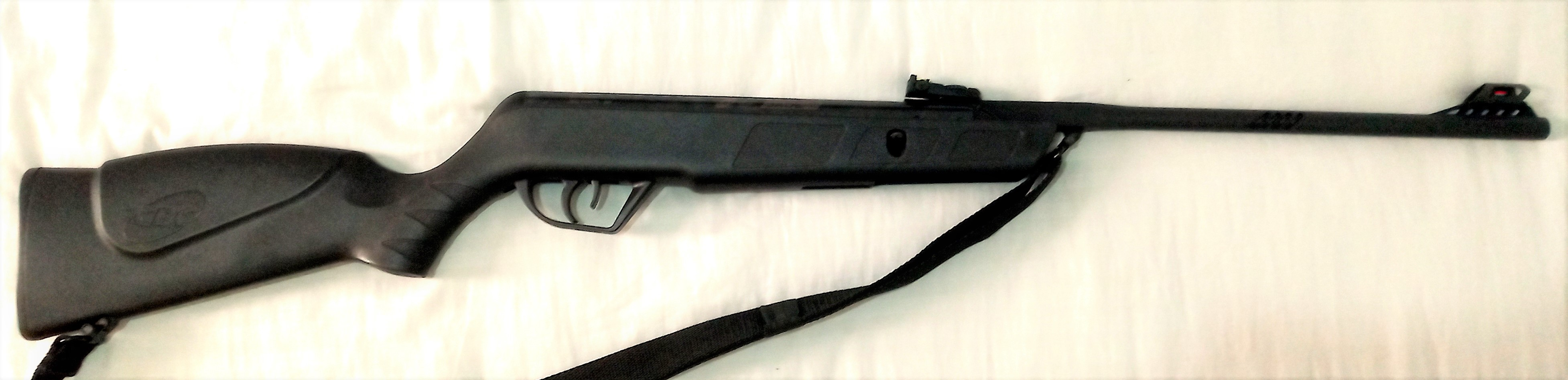
Carabina CBC Jade, calibre 4.5mm

A linha de produtos da CBC é variada, composta pelos mais variados itens de defesa, munições, armas de fogo e pressão e materiais balísticos. Dentre os produtos fabricados e comercializados atualmente pela CBC estão:
- Munições para armas curtas, escopetas e de fogo circular[10]
- Munições para armas longas, metralhadoras e calibres médios[10]
- Componentes de munição[10]
- Coletes balísticos[10]
- Armas de fogo[10]
  - Espingardas monotiro
  - Rifles de ferrolho e semiautomáticos CBC (em calibres .22LR e .17 HMR)
  - Escopeta CBC Pump de ação a bomba (em calibre 12)
  - Escopetas semiautomáticas Mossberg (importadas dos EUA)
  - Espingardas Over & Under/Khan Arms (importadas dos EUA)
- Armas de pressão[10]
  - Carabinas CBC Montenegro
  - Carabinas CBC Jade (Jade, Jade Mais, Jade Pro)
  - Carabinas CBC Nitro (Nitro X, Nitro Six, Nitro 1000, Nitro Advanced)
  - Carabinas BAM (importadas da China, feitas pela BAM com a marca da CBC)
  - Pistolas de pressão CBC Life Style